# Distrito de Horgen
Horgen é um distrito da Suíça, localizado no cantão de Zurique. Tem 104,16 km² de área e sua população em 2019 foi estimada em 126.075 habitantes. Sua sede é a comuna de Horgen.

## Comunas
Horgen está composto por um total de 9 comunas:
| Comuna           | População (31 de dezembro de 2019) | Área, km² |
| ---------------- | ---------------------------------- | --------- |
| Adliswil         | 18.944                             | 7.79      |
| Horgen           | 22.992                             | 21.07     |
| Kilchberg        | 8.923                              | 2.58      |
| Langnau am Albis | 7.727                              | 8.66      |
| Oberrieden       | 5.002                              | 2.76      |
| Richterswil      | 13.632                             | 7.54      |
| Rüschlikon       | 6.092                              | 2.94      |
| Thalwil          | 18.139                             | 5.53      |
| Wädenswil        | 21.792                             | 17.37     |
| Total            | 126.075                            | 104.16    |